# Championnat du Salvador de football 1953-1954
Navigation
Saison précédente Saison suivante
La Primera División 1953-1954 est la cinquième édition de la première division salvadorienne.
Lors de ce tournoi, le CD Dragon a tenté de conserver son titre de champion du Salvador face aux sept meilleurs clubs salvadoriens.
Chacun des huit clubs participant était confronté deux fois aux sept autres équipes.

## Les 8 clubs participants
| \| San Salvador : Leones CD Atlético Marte CD Dragon Club Deportivo FAS CD Santa Anita CD Independiente San Salvador CD Luis Ángel Firpo San Salvador Once Municipal Club Deportivo FAS CD Santa Anita \| Localisation des clubs engagés dans le championnat. |
| San Salvador : Leones CD Atlético Marte CD Dragon Club Deportivo FAS CD Santa Anita CD Independiente San Salvador CD Luis Ángel Firpo San Salvador Once Municipal Club Deportivo FAS CD Santa Anita                                                           |

| Club                | Stade                        | Capacité          | Ville        |
| CD Dragon           | Stade Juan Francisco Barraza | 10 000            | San Miguel   |
| Club Deportivo FAS  | Stade Oscar Quiteño          | 15 000            | Santa Ana    |
| CD Independiente    | Stade inconnu                | Capicité inconnue | San Vicente  |
| Leones (en)         | Stade inconnu                | Capacité inconnue | San Salvador |
| CD Luis Ángel Firpo | Stade Sergio Torres          | 5 000             | Usulután     |
| CD Atlético Marte   | Stade Cuscatlán              | 45 925            | San Salvador |
| Once Municipal      | Stade Simeón Magaña          | 5 000             | Ahuachapán   |
| CD Santa Anita      | Stade inconnu                | Capacité inconnue | Santa Ana    |

## Compétition
Les huit équipes affrontent à deux reprises les sept autres équipes selon un calendrier tiré aléatoirement.
Le classement est établi sur l'ancien barème de points (victoire à 2 points, match nul à 1, défaite à 0).
Le départage final se fait selon les critères suivants :
- Le nombre de points.
- Un match d'appui pour départager les équipes si le titre ou la relégation est en jeu.
- La différence de buts générale.

### Classement
| Rang | Équipe              | Pts | J  | G  | N | P | Bp | Bc | Diff |
| ---- | ------------------- | --- | -- | -- | - | - | -- | -- | ---- |
| 1    | Club Deportivo FAS  | 22  | 14 | 10 | 2 | 2 | 42 | 14 | +28  |
| 2    | CD Dragon (T)       | 17  | 14 | 6  | 5 | 3 | 26 | 21 | +5   |
| 3    | Once Municipal      | 16  | 14 | 6  | 4 | 4 | 31 | 28 | +3   |
| 4    | CD Atlético Marte   | 14  | 14 | 5  | 4 | 5 | 17 | 14 | +3   |
| 5    | CD Santa Anita      | 14  | 14 | 6  | 2 | 6 | 20 | 20 | 0    |
| 6    | CD Luis Ángel Firpo | 11  | 14 | 3  | 5 | 6 | 17 | 30 | -13  |
| 7    | CD Independiente    | 10  | 14 | 4  | 2 | 8 | 17 | 24 | -7   |
| 8    | Leones (en)         | 8   | 14 | 3  | 2 | 9 | 18 | 37 | -19  |

| Légende : Abréviations | Légende : Abréviations |
| ---------------------- | ---------------------- |
|                        | (T) : Tenant du titre  |

## Bilan du tournoi
| Tableau d'Honneur          |                    |
| Compétition                | Vainqueur          |
| Primera División 1953-1954 | Club Deportivo FAS |